# St. Francisville (Illinois)
St. Francisville é uma cidade localizada no estado americano de Illinois, no Condado de Lawrence.

## Demografia
Segundo o censo americano de 2000, a sua população era de 759 habitantes.

## Geografia
De acordo com o United States Census Bureau tem uma área de
2,0 km², dos quais 1,9 km² cobertos por terra e 0,1 km² cobertos por água.

## Localidades na vizinhança
O diagrama seguinte representa as localidades num raio de 16 km ao redor de St. Francisville.